# Ghiacciaio Brückner
Il ghiacciaio Brückner è un ghiacciaio situato sulla costa di Loubet, nella parte occidentale della Terra di Graham, in Antartide. Il ghiacciaio, il cui punto più alto si trova 810 m s.l.m., si trova in particolare sulla penisola Arrowsmith e fluisce verso nord-est fino ad andare ad alimentare la piattaforma glaciale Müller, nella parte sud-occidentale del fiordo di Lallemand.

## Storia
Il ghiacciaio Brückner è stato mappato dal British Antarctic Survey, che all'epoca si chiamava ancora Falkland Islands and Dependencies Survey, grazie a fotografie aeree scattate durante una spedizione della stessa agenzia nel 1956-59 ed è stato poi così battezzato dal Comitato britannico per i toponimi antartici in onore di Eduard Brückner, pioniere tedesco della glaciologia.